# Facade Architecture (programmering)
Facade Architecture eller facade arkitektur er en abstrakt form for arkitektur, der i Softwareudvikling oftest misforståes som værende en system arkitektur, fremfor et design mønster.
Fremfor at være en direkte arkitektonisk løsning, ses det mere som værende en sammensætning af forskellige Design patterns.

Af disse design patterns benyttes primært Facade Pattern som en del af den arkitektoniske løsning.